# Giải Balzan
Giải Balzan gồm 4 giải thưởng do Quỹ giải Balzan quốc tế trao hàng năm cho những người hoặc tổ chức có những đóng góp xuất sắc trong các lãnh vực nhân đạo, khoa học tự nhiên, văn hóa cũng như hòa bình và tình hữu nghị.

## Tiền thưởng và Tài sản vốn
Hàng năm, Quỹ chọn các lãnh vực thích đáng để trao các giải của năm sau, và quyết định số tiền của giải. Thường thì Quỹ loan báo các lãnh vực trao giải và danh sách những người hoặc tổ chức được đề cử vào tháng 5 hàng năm. Những người hoặc tổ chức đoạt giải sẽ được công bố trong tháng 9 năm sau. Từ năm 2001 tiền thưởng của mỗi giải đã tăng lên 1 triệu Franc Thụy Sĩ, với điều kiện phân nửa số tiền được sử dụng cho các dự án có các nhà nghiên cứu trẻ tham gia.
Ủy ban giải Balzan gồm 20 ủy viên thuộc các hội học giả có uy tín của châu Âu. Giải này được xếp hạng cao gần sát giải Nobel và là một trong các giải cao nhất về thành tựu khoa học, văn hóa và nhân đạo, tuy nhiên giải này ít được biết đến, mặc dù số tiền của giải Balzan năm 2004 lên tới 3 triệu dollar Mỹ, vượt quá số tiền của giải Nobel 1,3 triệu (theo tỷ giá hối đoái năm 2004).
Tiền vốn của Quỹ do người Ý Eugenio Balzan hiến tặng (1874–1953). Ông là đồng sở hữu chủ của nhật báo Corriere della Sera và đã đầu tư vốn ở Thụy Sĩ. Năm 1933 ông rời khỏi Ý để phản đối chủ nghĩa phát xít. Ông để lại tài sản thừa kế lớn cho con gái Angela Lina Balzan (1892–1956), người bị một căn bệnh mà thời đó không thể chữa lành. Trước khi qua đời, bà đã trao lại tài sản và chỉ thị cho quỹ, từ đó quỹ có 2 trụ sở: Ban quản lý Giải ở Milano (Ý) và Ban quản lý Quỹ ở Zürich (Thụy Sĩ).
Tiền thưởng của giải đầu tiên là 1 triệu Franc Thụy Sĩ, trao cho Quỹ giải Nobel năm 1961. Sau năm 1962, giải ngưng trao 16 năm, sau đó lại bắt đầu trao giải với số tiền nửa triệu franc Thụy Sĩ cho Mẹ Teresa. Lễ trao giải được cử hành luân phiên giữa thành phố Bern (Thụy Sĩ) và Accademia dei Lincei ở Roma (Ý). Những người đoạt giải sau đó thường cũng đoạt giải Nobel.

## Các thể loại
Từ năm 1978, bốn giải được trao hàng năm cho các thành tích trong các thể loại. Mọi giải đều do một ủy ban riêng quyết định:
- Nhân đạo, Khoa học xã hội và Nghệ thuật
- Vật lý học, Toán học, Khoa học tự nhiên và Y học

Mỗi 3 tới 5 năm, Quỹ cũng trao "Giải vì nhân đạo, hòa bình và tình hữu nghị giữa các dân tộc". Mới đây, năm 2005 giải này được trao cho Cộng đoàn Sant'Egidio.

## Các người nổi tiếng đã đoạt giải
Một số nhân vật nổi tiếng đã đoạt giải là Giáo hoàng Gioan XXIII (1962), Paul Hindemith (1962), Jean Piaget (1979), Jorge Luis Borges (1980), Edward Shils (1983), Jan Hendrik Oort (1984), Otto E. Neugebauer (1986), Emmanuel Levinas (1989), Paul Ricoeur (1999), Abdul Sattar Edhi (2000), Eric Hobsbawm (2003) và Bruce A. Beutler (2007).

## Danh sách người hoặc tổ chức đoạt giải

### 2018
- Eva Kondorosi (Hungary / Pháp) --- Sinh thái hóa học
- Detlef Lohse (Đức) --- Động lực học chất lỏng
- Jürgen Osterhammel (Đức) --- Lịch sử toàn cầu
- Marilyn Strathern (Anh) --- Nhân chủng học xã hội
- Terre des hommes Foundation (Thụy Sĩ) --- Nhân loại, hòa bình và tình huynh đệ giữa các dân tộc

### 2017
- Aleida Assmann (Đức) và Jan Assmann (Đức) --- Ký ức tập thể
- Bina Agarwal (Ấn Độ / Anh) --- Nghiên cứu về giới
- Robert D. Schreiber (Mỹ) and James P. Allison (Mỹ) --- Phương pháp miễn dịch trong liệu pháp ung thư
- Michaël Gillon  (Bỉ) --- Hệ thống hành tinh của Mặt Trời và ngoại hành tinh

### 2016
- Piero Boitani (Italy) --- Văn học so sánh
- Reinhard Jahn (Đức) --- Khoa học thần kinh phân tử và tế bào, bao gồm các khía cạnh thoái hóa thần kinh và phát triển
- Federico Capasso (Ý) --- Ứng dụng Photonics
- Robert Keohane (Mỹ) --- Quan hệ quốc tế: Lịch sử và Lý thuyết

### 2015
- Hans Belting (Đức) --- Lịch sử nghệ thuật châu Âu (1300-1700)
- Joel Mokyr (Hà Lan / Mỹ / Israel) --- Lịch sử kinh tế
- Francis Halzen (Bỉ /Mỹ) --- Vật lý hạt nhân bao gồm quan sát neutrino và tia gamma
- David Michael Karl (Mỹ) --- Hải dương học

### 2014
- Mario Torelli (Ý) --- Khảo cổ học cổ điển
- Ian Hacking (Canada) --- Nhận thức luận và triết học của tâm trí
- G. David Tilman (Mỹ) --- Sinh thái học thực vật cơ bản và/hoặc ứng dụng
- Dennis Sullivan (Mỹ) --- Toán học (thuần túy hoặc áp dụng)

### 2013
- André Vauchez (Pháp) --- Lịch sử thời Trung cổ
- Manuel Castells (Tây Ban Nha) --- Xã hội học
- Alain Aspect (Pháp) --- Xử lý thông tin lượng tử và truyền thông
- Pascale Cossart (Pháp) --- Bệnh truyền nhiễm: các khía cạnh cơ bản và lâm sàng

### 2012
- Ronald Dworkin (Mỹ) --- Luật học
- Reinhard Strohm (Đức) --- Âm nhạc học
- Kurt Lambeck (Úc) --- Khoa học Trái đất, tập trung vào nghiên cứu liên ngành
- David Baulcombe (Anh) --- Di truyền học

### 2011
- Peter Brown (Ireland) --- Lịch sử cổ đại (Thế giới Graeco-La Mã)
- Bronislaw Baczko (Ba Lan) --- Nghiên cứu khai sáng
- Russell Scott Lande (Mỹ / Anh) --- Sinh học lý thuyết hoặc Tin sinh học
- Joseph Ivor Silk (Mỹ /Anh) --- Vũ trụ sơ khai (Từ thời Planck đến các thiên hà đầu tiên)

### 2010
- Manfred Brauneck (Đức) --- Lịch sử của nhà hát trong tất cả các khía cạnh của nó
- Carlo Ginzburg (Ý) --- Lịch sử châu Âu (1400 - 1700)
- Jacob Palis (Brasil) --- Toán học (thuần túy và ứng dụng)
- Yamanaka Shin'ya (Nhật Bản) --- Tế bào gốc: Sinh học và Ưúng dụng tiềm năng

## 2009 - 2000

### 2009
- Terence Cave (Anh) --- Văn học từ 1500
- Michael Grätzel (Đức/ Thụy Sĩ) --- Khoa học Vật liệu mới
- Brenda Milner (Anh / Canada) --- Khoa thần kinh nhận thức
- Paolo Rossi Monti (Ý) --- Khoa học lịch sử

### 2008
- Maurizio Calvesi (Ý) --- Nghệ thuật nhìn từ 1700
- Thomas Nagel (Serbia / Mỹ) --- Triết học đạo đức
- Ian H. Frazer (Úc) --- Y học phòng ngừa, kể cả tiêm ngừa
- Wallace S. Broecker (Mỹ) --- Khoa học Biến đổi khí hậu

### 2007
- Sumio Iijima (Nhật Bản) --- Khoa học Nano
- Bruce A. Beutler (Mỹ) và Jules A. Hoffmann (Pháp) --- Miễn dịch bẩm sinh
- Michel Zink (Pháp) --- Văn học châu Âu (1000 - 1500)
- Rosalyn Higgins (Anh) --- Luật quốc tế từ 1945
- Karlheinz Böhm (Áo) --- Nhan đạo, hòa bình và tình hữu nghị giữa các dân tộc

### 2006
- Ludwig Finscher (Đức) --- Lịch sử âm nhạc phương Tây từ 1600
- Quentin Skinner (Anh) --- Tư tưởng chính trị: Lịch sử và lý thuyết
- Andrew Lange (Mỹ) và  Paolo de Bernardis (Ý) --- Thiên văn học quan sát và Vật lý thiên thể
- Elliott M. Meyerowitz (Mỹ) và Christopher R. Somerville (Canada) --- Di truyền học phân tử của thực vật

### 2005
- Lothar Ledderose (Đức) --- Lịch sử Nghệ thuật châu Á
- Peter Hall (Anh) --- Lịch sử văn hóa và xã hội của các thành phố từ đầu thế kỷ 16
- Peter R. Grant (Anh) và Rosemary Grant (Mỹ) --- Sinh học dân số
- Russell J. Hemley (Mỹ) và Ho-kwang (David) Mao (Trung quốc) --- Vật lý khoáng vật

### 2004
- Andrew Colin Renfrew (Anh) --- Khảo cổ học tiền sử
- Cộng đoàn Sant'Egidio --- Nhân đạo, hòa bình và tình hữu nghị giữa các dân tộc * Michael Marmot (Anh) --- Dịch tễ học
- Nikki R. Keddie (Mỹ) --- Thế giới đạo Hồi từ cuối thế kỷ 19 và cuối thế kỷ 20
- Pierre Deligne (Bỉ) --- Toán học

### 2003
- Eric Hobsbawm (Anh) --- Lịch sử châu Âu từ 1900
- Reinhard Genzel (Đức) --- Thiên văn học (tia) hồng ngoại
- Serge Moscovici (Pháp) --- Tâm lý học xã hội
- Wen-Hsiung Li (Đài Loan / Mỹ) --- Di truyền học và tiến hóa

### 2002
- Anthony Grafton (Mỹ) --- Lịch sử nhân loại
- Dominique Schnapper (Pháp) --- Xã hội học
- Walter J. Gehring (Thụy Sĩ) --- Sinh học phát triển
- Xavier Le Pichon (Pháp) --- Địa chất học

### 2001
- Claude Lorius (Pháp) --- Khí hậu học
- James Sloss Ackerman (Mỹ) --- Lịch sử kiến trúc (gồm kế hoạch đô thị và thiết kế phong cảnh)
- Jean-Pierre Changeux (Pháp) --- Khoa học thần kinh nhận thức
- Marc Fumaroli (Pháp) --- Lịch sử văn học và chủ nghĩa phê bình (sau 1500)

### 2000
- Abdul Sattar Edhi (Pakistan) --- Nhân đạo, hòa bình và tình hữu nghị giữa các dân tộc
- Ilkka Hanski (Phần Lan) --- Khoa học sinh thái
- Martin Litchfield West (Anh) --- Cổ học cổ điển
- Michael Stolleis (Đức) --- Lịch sử pháp luật từ 1500
- Michel G.E. Mayor (Thụy Sĩ) --- Dụng cụ và kỹ thuật trong Thiên văn học và Vật lý thiên thể

## 1999 - 1990

### 1999
- John Elliott (Anh) --- Lịch sử 1500-1800
- Luigi Luca Cavalli-Sforza (Ý / Mỹ) --- Khoa nguồn gốc nhân loại
- Mikhail Gromov (Nga / Pháp) --- Toán học
- Paul Ricoeur (Pháp) --- Triết học Pháp

### 1998
- Andrzej Walicki (Ba Lan/ Mỹ) --- Lịch sử văn hóa, xã hội của thế giới Slavonic từ thời trị vì của Catherine the Great tới Cách mạng Nga năm 1917
- Harmon Craig (Mỹ) --- Địa hóa học
- Robert McCredie May (Anh / Úc) --- Đa dạng Sinh học

### 1997
- Charles Coulston Gillispie (Mỹ) --- Triết học và Lịch sử khoa học
- Stanley Jeyaraja Tambiah (Sri Lanka / Mỹ) --- Nhân loại học xã hội
- Thomas Wilson Meade (Anh) --- Dịch tễ học

### 1996
- Arno Borst (Đức) --- Lịch sử: Văn hóa thời trung cổ
- Arnt Eliassen (Na Uy) --- Khí tượng học
- Ủy ban Chữ thập đỏ quốc tế (ICRC) --- Nhân đạo, hòa bình và tình hữu nghị giữa các dân tộc
- Stanley Hoffmann (Áo / Mỹ / Pháp) --- Khoa học chính trị: Các quan hệ quốc tế hiện đại

### 1995
- Alan J. Heeger (Mỹ) --- Khoa học các vật liệu phi sinh học mới
- Carlo M. Cipolla (Ý) --- Lịch sử kinh tế
- Yves Bonnefoy (Pháp) --- Lịch sử nghệ thuật và Phê bình nghệ thuật (được áp dụng ở châu Âu từ thời Trung cổ tới ngày nay)

### 1994
- Fred Hoyle (Anh) và Martin Schwarzschild (Đức / Mỹ) --- Vật lý thiên thể (tiến hóa của các ngôi sao)
- Norberto Bobbio (Ý) --- Khoa học Luật và Chính trị (các chính phủ và nền dân chủ)
- René Couteaux (Pháp) --- Sinh học (cấu trúc tế bào với quan hệ đặc biệt tới hệ thần kinh)

### 1993
- Jean Leclant (Pháp) --- Nghệ thuật và Khảo cổ học của thế giới cổ đại
- Lothar Gall (Đức) --- Lịch sử: các xã hội ở thế kỷ 19 và 20
- Wolfgang H. Berger (Đức / Mỹ) --- Cổ sinh vật học với quan hệ đặc biệt tới Hải dương học

### 1992
- Armand Borel (Thụy Sĩ / Mỹ) --- Toán học
- Ebrahim M. Samba (Gambia) --- Y học phòng ngừa
- Giovanni Macchia (Ý) --- Lịch sử và phê bình văn học

### 1991
- Abbé Pierre (Henri Grouèse) (Pháp) --- Nhân đạo, hòa bình và tình hữu nghị giữa các dân tộc
- György Ligeti (Hungary / Áo) --- Âm nhạc
- John Maynard Smith (Anh) --- Di truyền học và tiến hóa
- Vitorino Magalhães Godinho (Bồ Đào Nha) --- Lịch sử: Sự nổi bật của châu Âu trong thế kỷ 15 và 16

### 1990
- James Freeman Gilbert (Mỹ) --- Địa vật lý (đất rắn)
- Pierre Lalive d'Epinay (Thụy Sĩ) --- Luật quốc tế tư
- Walter Burkert (Đức) --- Nghiên cứu thế giới cũ (Khu vực Địa Trung Hải)

## 1989-1980

### 1989
- Emmanuel Lévinas (Pháp / Litva) --- Triết học
- Leo Pardi (Ý) --- Phong tục học
- Martin John Rees (Anh) --- Vật lý thiên thể năng lượng cao

### 1988
- Michael Evenari (Israel) và Otto Ludwig Lange (Đức) --- Thực vật học ứng dụng (cả các dạng sinh thái)
- René Etiemble (Pháp) --- Văn học so sánh
- Shmuel Noah Eisenstadt (Israel) --- Xã hội học

### 1987
- Jerome Seymour Bruner (Mỹ) --- Tâm lý học con người
- Phillip V. Tobias (Nam Phi) --- Nhân loại học tự nhiên
- Richard W. Southern (Anh) --- Lịch sử trung cổ

### 1986
- Jean Rivero (Pháp) --- Các quyền cơ bản của con người
- Otto Neugebauer (Áo / Mỹ) --- Lịch sử khoa học
- Roger Revelle (Mỹ) --- Hải dương học / Khí hậu học
- Cao ủy Liên Hợp Quốcvề người tỵ nạn (UNHCR) --- Nhân đạo, hòa bình và tình hữu nghị giữa các dân tộc

### 1985
- Ernst H.J. Gombrich (Áo / Anh) --- Lịch sử nghệ thuật phương Tây
- Jean-Pierre Serre (Pháp) --- Toán học

### 1984
- Jan Hendrik Oort (Hà Lan) --- Vật lý thiên thể
- Jean Starobinski (Thụy Sĩ) --- Lịch sử và phê bình văn học
- Sewall Wright (Mỹ) --- Di truyền học

### 1983
- Edward Shils (Mỹ) --- Xã hội học
- Ernst Mayr (Đức / Mỹ) --- Động vật học
- Francesco Gabrieli (Ý) --- Nghiên cứu Đông phương

### 1982
- Jean-Baptiste Duroselle (Pháp) --- Khoa học xã hội
- Kenneth Vivian Thimann (Anh / Mỹ) --- Thực vật học ứng dụng và thuần túy
- Massimo Pallottino (Italy) --- Sciences of antiquity

### 1981
- Dan McKenzie (Anh), Drummond Matthews (Anh) và Frederick Vine (Anh) --- Địa chất học và Địa vật lý
- Josef Pieper (Đức) --- Triết học
- Paul Reuter (Pháp) --- Luật công quốc tế

### 1980
- Enrico Bombieri (Ý) --- Toán học
- Hassan Fathy (Ai Cập) --- Kiến trúc và lập kế hoạch đô thị
- Jorge Luis Borges (Argentina) --- Triết học, Ngữ học và phê bình văn học

## < 1980

### 1979
- Ernest Labrousse (Pháp) và Giuseppe Tucci (Ý) --- Lịch sử
- Jean Piaget (Thụy Sĩ) --- Khoa học xã hội và chính trị
- Torbjörn Caspersson (Thụy Điển) ---  Sinh học

### 1978
- Mẹ Teresa Calcutta (Nam Tư) --- Nhân đạo, hòa bình và tình hữu nghị giữa các dân tộc

### 1962
- Andrey Kolmogorov (Nga) --- Toán học
- Karl von Frisch (Áo) --- Sinh học
- Paul Hindemith (Đức) --- Âm nhạc
- Giáo hoàng Gioan XXIII (Ý) --- Nhân đạo, hòa bình và tình huynh đệ giữa các dân tộc
- Samuel Eliot Morison (Mỹ) --- Lịch sử

### 1961
- Quỹ Nobel (Thụy Điển) --- Nhân đạo, hòa bình và tình huynh đệ giữa các dân tộc